# Francis Macdonald Cornford

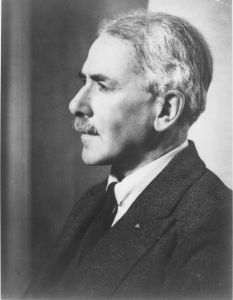
Francis Macdonald Cornford

Francis Macdonald Cornford (* 27. Februar 1874 in Eastbourne; † 3. Januar 1943 in Cambridge) war ein bedeutender englischer Altphilologe. Er lehrte am Trinity College der Universität Cambridge, ab 1931 als Laurence Professor of Ancient Philosophy. 
Cornford besuchte die St Paul’s School in London und studierte ab 1893 in Cambridge, wo er 1899 zum Fellow ernannt wurde. Sowohl 1921 als auch 1928 bewarb er sich erfolglos für den Regius-Lehrstuhl für Gräzistik an der Universität Cambridge. Erst 1931 wurde er Inhaber des neugeschaffenen Laurence-Lehrstuhls für Philosophie der Antike. Von Cornford stammen zahlreiche Werke zu Platon, inklusive der bedeutenden Kommentare zum Theaitetos und Sophistes sowie zum Timaios, aber auch Werke zur Religionsphilosophie. 1937 wurde er zum Mitglied der British Academy gewählt.
Cornford war Mitglied der Gruppe der „Cambridge Ritualists“.
Cornford war seit 1909 mit der Dichterin Frances Crofts Cornford (geb. Darwin) verheiratet, der Enkelin Charles Darwins.

## Schriften (Auswahl)
- Thucydides Mythistoricus. Arnold, London 1907, (Digitalisat).
- Religion in the University. Fabb & Tyler, Cambridge 1911, (Digitalisat).
- From Religion to Philosophy. A Study in the Origins of Western Speculation. Arnold, London 1912, (Digitalisat).
- The Origin of Attic Comedy. Arnold, London 1914, (Digitalisat).
- Greek Religious Thought. From Homer to Alexander. Dent & Sons, London u. a. 1923, (Digitalisat).
- The Laws of Motion in Ancient Thought. An Inaugural Lecture. Cambridge University Press, Cambridge 1931.
- Before and After Socrates. Cambridge University Press, Cambridge 1931.
- Plato’s Theory of Knowledge. The Theaetetus and Sophist of Plato translated with a running commentary. Routledge & Kegan Paul, London 1935, (Digitalisat).
- Plato’s Cosmology. The Timaeus of Plato translated with a running commentary. Kegan Paul, Trench, Trubner & Co. u. a., London u. a. 1937, (Digitalisat).
- Plato and Parmenides. Parmenides’ Way of Truth and Plato’s Parmenides translated with a Introduction and a running commentary. Kegan Paul, Trench, Trubner & Co., London 1939, (Digitalisat).